# Раздолье (посёлок, Кировоградская область)
Раздолье (укр. Роздолля) — посёлок в Кетрисановской сельской общине Кропивницкого района Кировоградской области Украины. До 2020 года входил в состав Бобринецкого района
Население по переписи 2001 года составляло 104 человека. Почтовый индекс — 27261. Телефонный код — 5257. Занимает площадь 0,369 км². Код КОАТУУ — 3520882803.